# ديف فارجيك
ديف فارجيك (بالإنجليزية: Dave Twardzik)‏ مواليد 20 سبتمبر 1950 في هرشي، هو لاعب كرة سلة أمريكي معتزل تحول إلى التدريب بعد الاعتزال بدأ مسيرته الاحترافية في سنة 1972. تم اختياره من قبل فريق بورتلاند ترايل بلايزرز خلال الدرافت وحمل الرقم 13. يبلغ طوله 6 قدم 1 بوصة (1.9 م). اعتزل اللعب في 1980. أحرز خلال مسيرته في الإن بي إيه 4977 نقطة بمعدل 9.3 نقاط في المباراة الواحدة.

## روابط خارجية
- ديف فارجيك على موقع إن بي أي (الإنجليزية)
- ديف فارجيك على موقع سبورتس رفرنس (الإنجليزية)
- ديف فارجيك على موقع ريلجم (الإنجليزية)
- ديف فارجيك على موقع بروبوليرز (الإنجليزية)
- ديف فارجيك على موقع قاعة فرجينيا للمشاهير الرياضية (الإنجليزية)